# Kontaktloses Bezahlen

Symbol für Zahlungskarten und POS-Terminals, die kontaktloses Bezahlen unterstützen

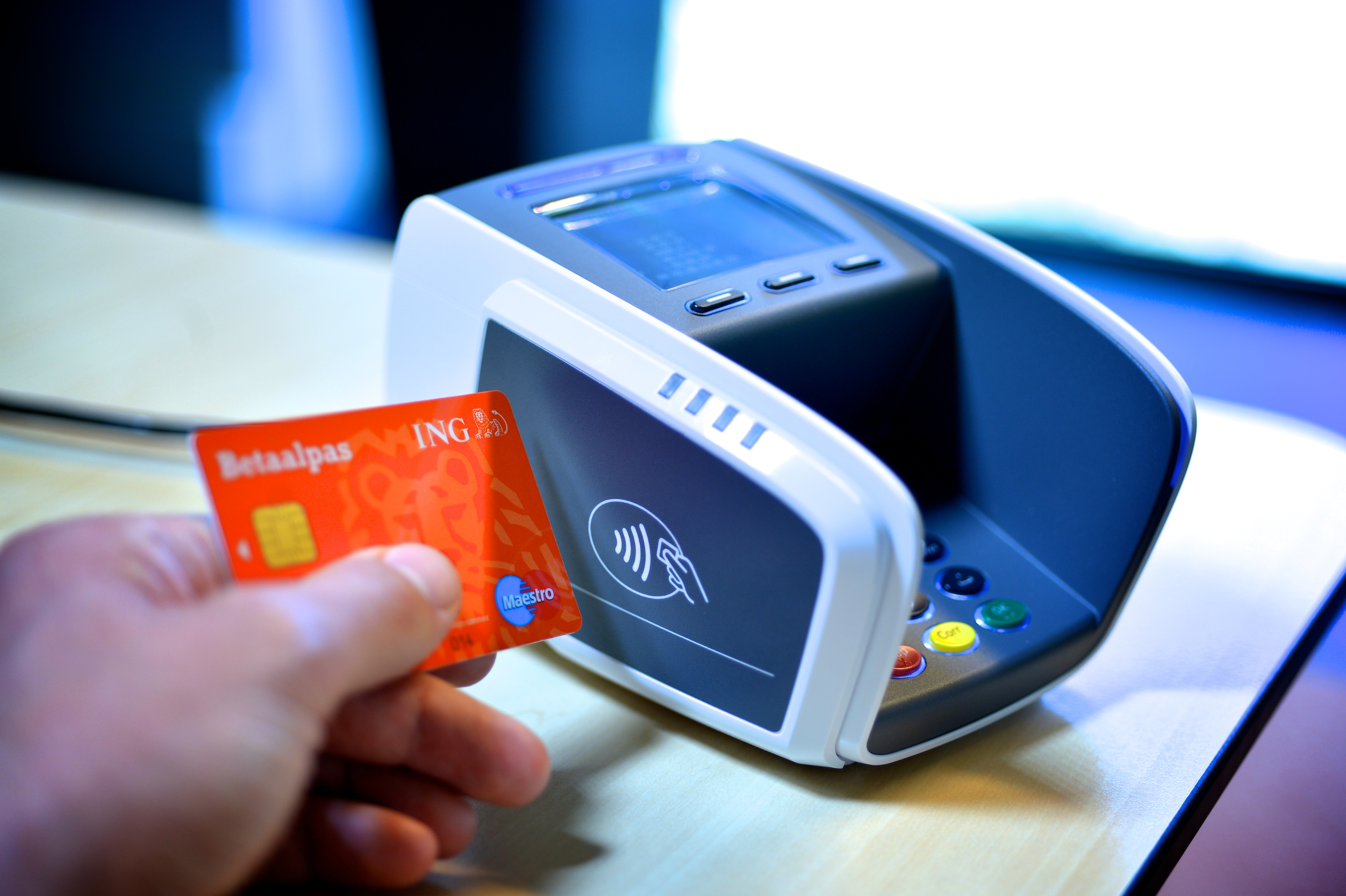
Kontaktloses Bezahlen an einem Contactless EMV-fähigen POS-Terminal

Kontaktloses Bezahlen (englisch contactless payment) bezeichnet eine Zahlungsfunktion, bei der Zahlungen z. B. über Near Field Communication (kurz NFC) abgewickelt werden. Kontaktloses Bezahlen wird heutzutage von den meisten Zahlungskarten und aktuellen Smartphones sowie POS-Terminals unterstützt. Zu den Zahlungskarten zählen Kredit- und Debitkarten von beispielsweise Visa, Mastercard oder American Express, aber auch nationale Lösungen wie Girocards (D) oder Postcards (CH). Das hierbei am weitesten verbreitete Verfahren basiert auf dem Contactless-EMV-Standard.

## Funktion
Fast alle Zahlungskarten verwenden für das kontaktlose Bezahlen einen NFC-Chip. Die Übertragungsreichweite eines solchen NFC-Chips ist in der Regel auf maximal vier Zentimeter begrenzt, in der Praxis funktioniert die NFC-Zahlung häufig nur bis zu einem Abstand von einem Zentimeter. Viele moderne Smartphones besitzen ebenfalls einen NFC-Chip, wodurch sie grundsätzlich auch das kontaktlose Bezahlen unterstützen. Zusätzlich ist auf einem Smartphone noch, je nachdem welche Mobile-Payment-App verwendet wird, der Zugriff auf das Girokonto oder die Eingabe der Kreditkartendaten notwendig, sofern die App nicht über eine Cyberwallet verfügt.
Damit das kontaktlose Bezahlen funktioniert, muss nicht nur die Zahlungskarte bzw. das Smartphone, sondern auch das POS-Terminal die NFC-Technik unterstützen. Im Jahr 2012 wurde durch die britische Firma NFC Ring der weltweit erste Ring mit Bezahlfunktion vorgestellt. Seit dem Jahr 2016 sind Bezahlringe mit NFC-Chip und dem internationalen EMV-Standard  verfügbar. In Deutschland sind Bezahlringe seit dem Jahr 2021 auf dem Markt. Diese Wearables können an  Kassenterminals beim Bezahlen eingesetzt werden, ohne dass hierzu das Mitführen einer NFC-Karte oder eines Smartphones erforderlich ist.
Zahlungskarten und Terminals, die das kontaktlose Bezahlen unterstützen, sind mit einem Funk-Symbol aus gebogenen Linien gekennzeichnet.
Neben NFC gibt es noch andere Techniken, welche das kontaktlose Zahlen unterstützen, etwa mittels Scannen von Strich- oder QR-Codes.
Bei einer Transaktion mittels NFC werden die Kartennummer, das Gültigkeitsdatum sowie der Betrag übertragen. Die Übertragung wird in der Regel durch einen Piepton bestätigt.

## PIN-Eingabe
Der Höchstbetrag für kontaktlose Zahlungen ohne Eingabe der PIN liegt in Deutschland standardmäßig bei 50 Euro pro Transaktion. Dieser Betrag lässt sich durch den Nutzer in der Regel nicht verändern. Zuvor lag das Limit meist bei 25 Euro, wenige Banken hatten den Höchstbetrag bereits eher auf 50 Euro gesetzt, unter anderem auch Mastercard. In Österreich wurde das Limit ab 13. April für die Dauer der COVID-19-Pandemie auf 50 Euro angehoben. In der Schweiz wurde das Limit im April 2020 von 40 CHF auf 80 CHF erhöht.
Bei Überschreiten des genannten Höchstbetrags bei einer Nutzung, bei einer insgesamt bezahlten Summe von 150 Euro über mehrere Nutzungen hinweg, und spätestens bei der fünften Nutzung ohne PIN-Eingabe ist erneut die PIN einzugeben. So ist es nach der PSD2-Richtlinie vorgeschrieben. Vereinzelt kann es vorkommen, dass die PIN auch in anderen Fällen eingegeben werden muss. Dies entscheidet die Bank zufällig oder anhand bestimmter Muster, um Missbrauch vorzubeugen.
Bei Zahlungen mit dem Smartphone, zum Beispiel über Apple Pay oder Google Pay, kommt das Authentifizierungsverfahren Consumer Device Cardholder Verification Method, kurz CDCVM, zum Einsatz. Mit diesem Verfahren wird mittels Fingerabdruckscanner oder der Kamera die Identität der Person bestätigt, sodass keine PIN mehr eingegeben werden muss.
Die Kontaktlosfunktion kann bei Zahlungskarten häufig deaktiviert werden.
Forscher der Eidgenössischen Technischen Hochschule Zürich (Schweiz) demonstrierten im August 2020 einen Weg, wie bei Kreditkarten des Herausgebers Visa Inc. die Schutzfunktion der PIN umgangen und ohne PIN-Eingabe kontaktlos Zahlungen oberhalb des für kontaktlose Zahlungen geltenden Höchstbetrages ausgeführt werden können.

## Verbreitung
Die Kredit- und Debitkarten der Anbieter Visa, Mastercard und American Express verfügen schon länger über NFC-Chips und somit auch über die Funktion des kontaktlosen Bezahlens. Unter anderem bietet das Unternehmen Visa Zahlungskarten mit der contactless-payment-Funktion in Großbritannien seit dem Jahr 2007 an. Bei deutschen Girocards hat die Verbreitung der Kontaktlos-Funktion vor allem seit den Jahren 2017 und 2018 deutlich zugenommen. Girocards tragen dann die Bezeichnung Girocard kontaktlos. Kontaktloses Bezahlen mit einer Girocard der Sparkasse („Sparkassen-Card“) funktioniert derzeit nur in Deutschland. Ab März 2019 sollen neu ausgestellte Karten auch die Kontaktlosfunktion von Maestro und V Pay unterstützen, was die kontaktlose Nutzung außerhalb Deutschlands erlaubt. Mit Stand September 2018 haben die Volks- und Raiffeisenbanken bisher etwa 14 Millionen Girocards mit NFC-Funktion ausgegeben. Bei den Sparkassen unterstützen bereits rund 23 Millionen Girocards das kontaktlose Bezahlen. Fast alle deutschen Bankkunden sollen bis zum Jahr 2022 über eine Girocard mit NFC-Chip verfügen.
Visa und Mastercard gaben 2014 bekannt, dass es ab 2020 möglich sein wird, in ganz Europa an jedem POS-Terminal mit NFC zu bezahlen. Die Akzeptanzstellen für kontaktloses Bezahlen waren in Deutschland bis zum Jahr 2016 deutlich weniger verbreitet als beispielsweise in anderen EU-Staaten oder den USA. Seit den Jahren 2017 und 2018 hat die Akzeptanz auch in Deutschland stetig zugenommen. Zu den ersten Akzeptanzstellen in Deutschland für kontaktloses Bezahlen zählten Händler mit hoher Kundenfrequenz, darunter Supermärkte, Lebensmittelhändler, Drogerieketten oder Baumärkte. Mit Stand September 2018 gibt es in Deutschland ca. 800.000 Kassenterminals, von denen laut Handel rund 75 % bzw. 600.000 Geräte das kontaktlose Bezahlen unterstützen. Die Deutsche Kreditwirtschaft setzt sich für Terminals ohne PIN-Pad ein, womit eine Bezahlung per NFC unumgänglich wird. Laut Marktforschern werden „bis zum Jahr 2022 […] 78 Prozent aller weltweit verfügbaren Kassen NFC-fähig sein“.

## Sicherheit
Um eine Zahlung kontaktlos tätigen zu können, darf die Entfernung zum Terminal nicht mehr als maximal vier Zentimeter betragen. Die Kreditkarte muss kurz vor dem Lesegerät verweilen, damit ein ungewolltes, kontaktloses Bezahlen verhindert wird. Um sich vor einem Datenklau zu schützen, kann die Kreditkarte in eine spezielle Schutzhülle geschoben werden, die ein Ausspähen mithilfe von Apps oder speziellen Geräten verhindert.